# Бержники
Бержники (пол. Berżniki) — село в Польщі, у гміні Сейни Сейненського повіту Підляського воєводства.
Населення — 231 особа (2011).
У 1975-1998 роках село належало до Сувальського воєводства.

## Демографія
Демографічна структура станом на 31 березня 2011 року:
|          | Загалом | Допрацездатний вік | Працездатний вік | Постпрацездатний вік |
| -------- | ------- | ------------------ | ---------------- | -------------------- |
| Чоловіки | 127     | 20                 | 81               | 26                   |
| Жінки    | 104     | 15                 | 50               | 39                   |
| Разом    | 231     | 35                 | 131              | 65                   |